# 페이지 케네디
페이지 케네디(Page Kennedy, 1976년 11월 23일 ~ )는 미국의 배우이다.

## 출연 작품
- 메가로돈 2: 더 트렌치 (2023)
- 메가로돈 (2018)
- 러시 아워(영어판) (2016)
- 블루 마운틴 스테이트: 더 라이즈 오브 사드랜드 (2016)
- 배드 루미스 (2015)
- 백스트롬 (2015)
- 더 디보스 파티 (2014)
- 데이 인 더 라이프 (2009)
- 도우 보이즈 (2009)
- 쟁키 프로모터 (2009)
- 댄스 플릭 (2009)
- 위즈 시즌1 (2005)
- 인 더 믹스 (2005)
- 섀클스 (2005)
- 위기의 주부들 (2004)
- S.W.A.T. 특수기동대 (2003)
- 더 케네디스 (2001)